# Dactylorhiza abantiana
Dactylorhiza abantiana är en orkidéart som beskrevs av Helmut Baumann och Siegfried Künkele. Dactylorhiza abantiana ingår i Handnyckelsläktet som ingår i familjen orkidéer.
Artens utbredningsområde är Turkiet. Inga underarter finns listade i Catalogue of Life.